# Alex Hamilton (koszykarz)
George Alexander Hamilton III (ur. 5 października 1993 w Mariannie) – amerykański koszykarz, występujący na pozycji rzucającego obrońcy, obecnie zawodnik Galatasaray Odeabank Stambuł.
11 sierpnia 2016 roku podpisał umowę z zespołem MKS Dąbrowy Górniczej. Klub opuścił w październiku.
16 lipca 2020 został zawodnikiem Galatasaray Odeabank Stambuł.

## Osiągnięcia
Stan na 16 lipca 2020, na podstawie, o ile nie zaznaczono inaczej.
NCAA
- Mistrz sezonu regularnego konferencji:
  - Western Athletic (WAC – 2013)
  - USA (2014, 2015)
- Koszykarz roku konferencji USA (2016)[6]
- Zaliczony do:
  - I składu:
    - C-USA (2016)
    - turnieju C-USA (2014)
    - defensywnego C-USA (2016)
    - WAC All-Newcomer Team (2013)

  - II składu C-USA (2015)
  - III składu C-USA (2014)
  - składu Honorable Mention All-American (2016 przez AP)
- Lider konferencji USA w średniej[7]:
  - punktów (2016 – 21)
  - asyst (2016 – 6,2)

Drużynowe
- Wicemistrz Izraela (2019)
- Zdobywca Superpucharu Izraela (Puchar Ligi Izraelskiej – 2018)
- Finalista Pucharu Izraela (2019)

Indywidualne
- Uczestnik meczu gwiazd ligi izraelskiej (2019)